# رمرود
شهر رمرود (به آلمانی: Romrod) در ایالت هسن در کشور آلمان واقع شده‌است.